# Timeflies

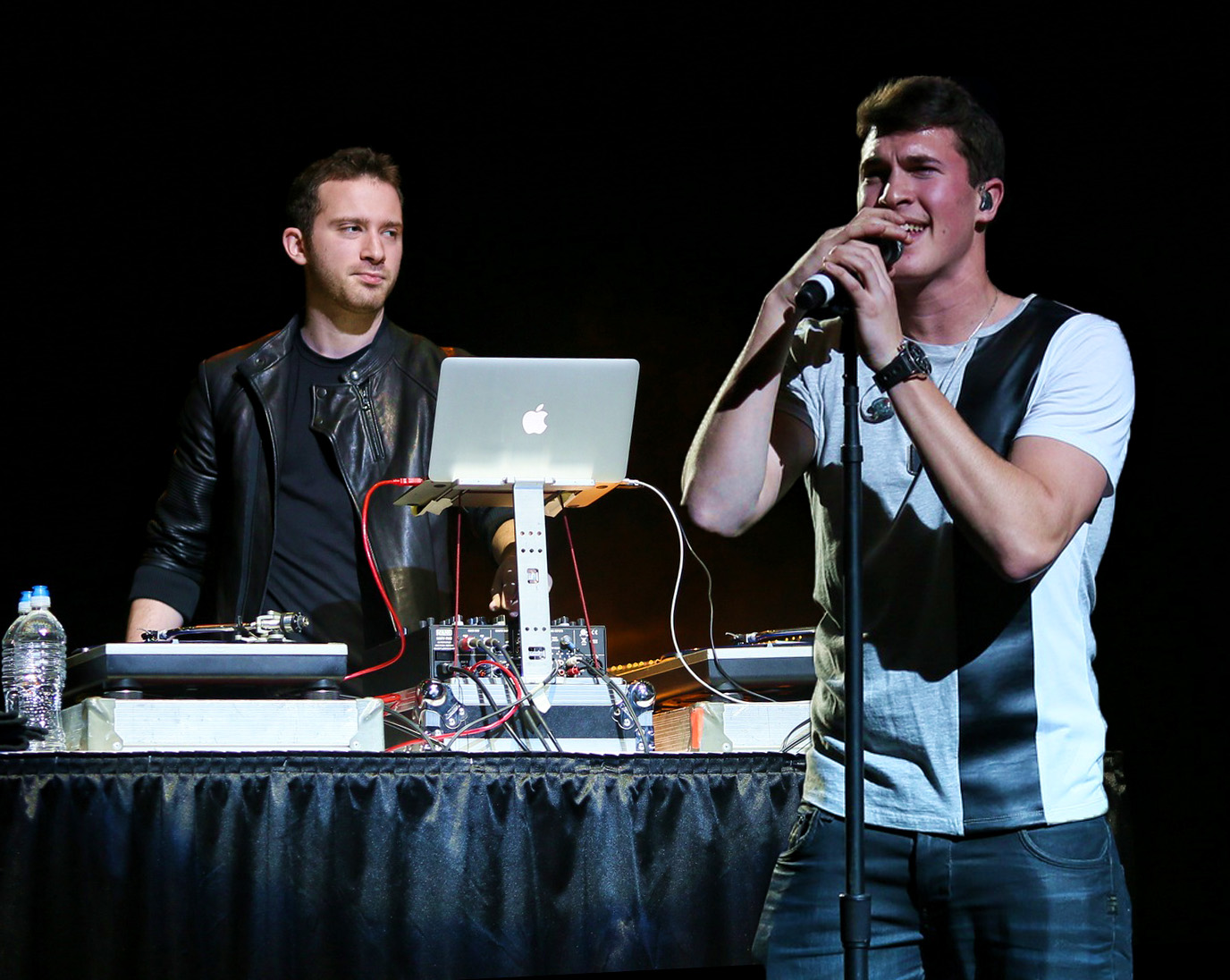
Resnick und Shapiro (2013)

Timeflies ist ein US-amerikanisches EDM-Duo aus Boston.

## Geschichte
Rob Resnick und Cal Shapiro waren beide Studenten an der Bostoner Tufts University und spielten dort gemeinsam in der Funk-Band Ride. 2010 schlossen sie sich zu zweit zusammen und gründeten Timeflies. Ein Jahr später veröffentlichten sie ihr selbst produziertes Debütalbum The Scotch Tapes. Damit schafften sie es in die Top 40 der Independent-Charts. Viel Aufmerksamkeit zog aber vor allem ihr Videokanal Timeflies Tuesday auf sich, wo sie ihre Versionen aktueller Hits hochluden und damit bis zu sieben Millionen Aufrufen erreichten. Über eine halbe Million Abonnenten erreichte der Kanal.
Aufmerksam wurde auch das Label Island/Def Jam, das sie unter Vertrag nahm und Ende 2012 die EP One Night veröffentlichte. In den Download-Charts erreichte sie Platz 2 und in den offiziellen Albumcharts stieg die EP auf Platz 29 ein. Es folgte im Jahr darauf die Single I Choose U, die ein Nummer-6-Hit in den Dance-Charts wurde und eine weitere EP mit dem Titel Warning Signs, die wieder in die Top 40 der Albumcharts kam.
Im Frühjahr 2014 erschien dann das erste Label-Album von Timeflies. Mit After Hours stiegen sie in die Top 10 der Charts ein. Der Song All the Way war ein weiterer Dance-Hit und erreichte Platz 28. Das Nachfolgealbum Just for Fun erschien knapp eineinhalb Jahre später, erreichte aber nur noch Platz 61. Einen weiteren Singlehit gab es nicht.
Dafür waren sie 2016 mit dem Song Once in a While nicht nur in den USA erfolgreich, es konnte sich in zahlreichen europäischen Ländern, darunter auch die deutschsprachigen Länder, in den Hitparaden platzieren. Danach folgte auch ihre erste Europatournee.

## Mitglieder
- Rob Resnick (Produzent)
- Cal Shapiro (Sänger)

## Diskografie
Alben
- 2011: The Scotch Tape
- 2014: After Hours
- 2015: Just for Fun

EPs
- 2012: One Night
- 2013: Warning Signs
- 2017: Timeflies Tuesday, Vol.1

Singles
- 2013: I Choose U
- 2014: All the Way
- 2015: Worse Things Than Love (feat. Natalie La Rose)
- 2015: Guilty
- 2016: Once in a While (US: Platin)
- 2017: Gravity
- 2017: Raincoat (feat. Shy Martin)
- 2017: Lay Me Down

## Auszeichnungen für Musikverkäufe
| Goldene Schallplatte - Italien - 2016: für die Single Once in a While - Neuseeland - 2018: für die Single Once in a While - Schweden - 2014: für die Single All the Way | Platin-Schallplatte - Dänemark - 2023: für die Single Once in a While 2× Platin-Schallplatte - Schweden - 2016: für die Single Once in a While |

Anmerkung: Auszeichnungen in Ländern aus den Charttabellen bzw. Chartboxen sind in ebendiesen zu finden.
| Land/RegionAuszeichnungen für Musikverkäufe (Land/Region, Auszeichnungen, Verkäufe, Quellen) | Gold     | Platin     | Verkäufe  | Quellen              |
| -------------------------------------------------------------------------------------------- | -------- | ---------- | --------- | -------------------- |
| Dänemark (IFPI)                                                                              | —        | Platin1    | 90.000    | ifpi.dk              |
| Deutschland (BVMI)                                                                           | Gold1    | —          | 200.000   | musikindustrie.de    |
| Italien (FIMI)                                                                               | Gold1    | —          | 25.000    | fimi.it              |
| Neuseeland (RMNZ)                                                                            | Gold1    | —          | 15.000    | radioscope.co.nz     |
| Schweden (IFPI)                                                                              | Gold1    | 2× Platin2 | 100.000   | sverigetopplistan.se |
| Vereinigte Staaten (RIAA)                                                                    | —        | Platin1    | 1.000.000 | riaa.com             |
| Insgesamt                                                                                    | 4× Gold4 | 4× Platin4 |           |                      |